# 北鉄加賀バス
北鉄加賀バス株式会社（ほくてつかがバス）は、石川県小松市に本社を置くバス事業者。北陸鉄道のグループ会社で構成される北鉄バスグループの1社である。乗合バスと貸切バスを運行している。小松バスと加賀温泉バスが2021年7月1日に合併して発足した。

## 概要
1977年まで鉄道事業を行っていた尾小屋鉄道を前身とし、廃止後の1977年6月に社名を小松バス株式会社（こまつバス）に変更。以前は小松駅に隣接した場所に本社があったが、1996年頃の北陸鉄道本体からの路線移管による業務拡大に伴い、小松インターチェンジや小松空港に近い現在地に移転した。かつては第二種旅行業登録を受け、バスツアー「エクセルツアー」を企画・催行するほか旅行代理店事業も行っていた。また、レンタカー事業（ニッポンレンタカーのフランチャイジー）も展開していたが事業から撤退した。
一方、加賀温泉バスは1993年（平成5年）12月9日に会社設立され  、1994年（平成6年）3月31日 に親会社の北陸鉄道より加賀江沼地区の7路線、車両11台を譲り受けて事業開始したのが前身となる。路線バスを譲り受け、加賀市内において事業を展開していた。
2021年（令和3年）7月1日、小松バスと加賀温泉バスが合併し、北鉄加賀バスへ社名変更、本社を旧小松バス本社所在地に置いた。また、同社を含む北陸鉄道グループの貸切営業・旅行事業は北鉄金沢バスへ移管・集約された。
なお、加賀温泉バスが小松バスを吸収合併し、存続会社は加賀温泉バスとなっているが、本社所在地・新会社社長は小松バスが継承している。

## 沿革

### 小松バス
前身の尾小屋鉄道については、会社組織とバス事業についてのみ記載。
- 1919年（大正8年）6月22日 - 尾小屋鉄道株式会社設立[8]。
- 1950年（昭和25年）12月20日 - 一般乗合旅客自動車運送事業の免許を取得。
- 1951年（昭和26年）7月26日 - 小松駅前 - 岩上間および小松駅前 - 上麦口間で路線バス事業を開始[9]。
- 1977年（昭和52年）
  - 3月20日 - 鉄道廃止、バス専業となる[7][10][11]。
  - 6月 - 社名を尾小屋鉄道株式会社から小松バス株式会社に変更[7]。
- 2013年（平成25年）3月30日 - 電気バスを導入[12]。

### 加賀温泉バス
- 1993年（平成5年）12月9日 - 会社設立 [2]
- 1994年（平成6年）3月31日 - 北陸鉄道より加賀江沼地区の7路線、車両11台を譲り受けて事業開始[13]。
- 1997年（平成9年）4月 - 本社を加賀温泉駅前（加賀市小菅波町）[14] に移転。
- 2017年（平成29年）5月 - 加賀温泉駅の北陸新幹線建設工事に伴い、本社を現在の加賀市加茂町へ移転。

### 北鉄加賀バス
- 2021年（令和3年）7月1日 - 加賀温泉バスが小松バスを吸収合併し[4][5]、社名を北鉄加賀バス株式会社に変更[4][5]。

## 事業所

### 現行事業所
本社・小松営業所
- 石川県小松市鶴ヶ島町8番地1

加賀営業所
- 石川県加賀市加茂町335番地（旧加賀温泉バス本社所在地）

山中温泉バスターミナル
- 石川県加賀市山中温泉本町1丁目ト31-1

### 過去の事業所
小松バス本社
- 石川県小松市鶴ヶ島町8番地1

小松バス小松駅前営業所・旅行センター
- 石川県小松市日の出町1丁目145番地（乗車券・定期券販売、旅行業務）

加賀温泉バス大聖寺サービスセンター
- 石川県加賀市熊坂町ニ7番地5

## 現行路線

### 小松営業所担当路線

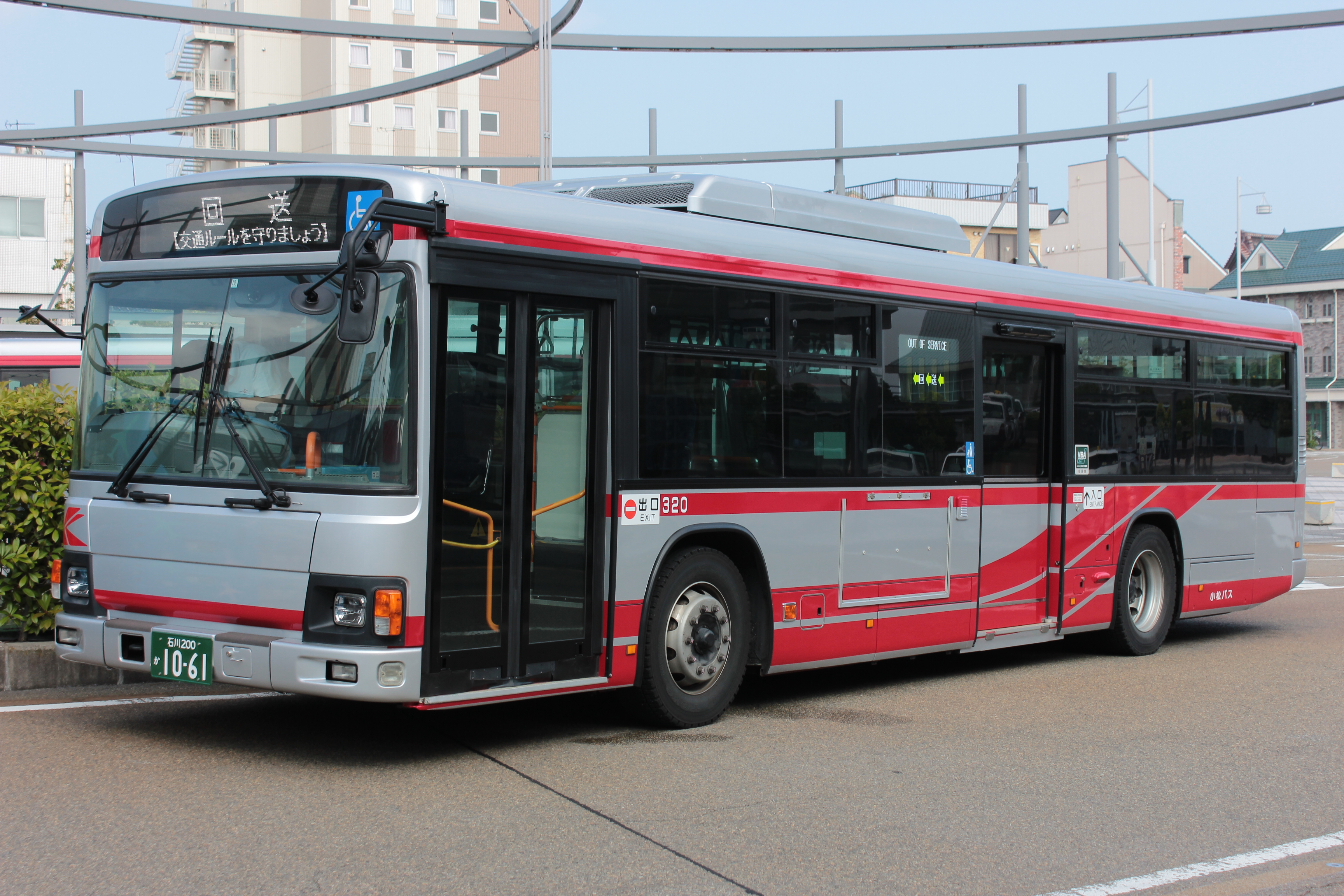
小松バス時代の塗装、一般路線で使用される。

太字は、バス停以外で乗降できるフリー区間の起終点を表す。小松市民病院へは土曜日・休日は粟津線のみ乗り入れる。
現在の運行路線の詳細は、北陸鉄道公式サイトを参照。

#### 空港連絡線

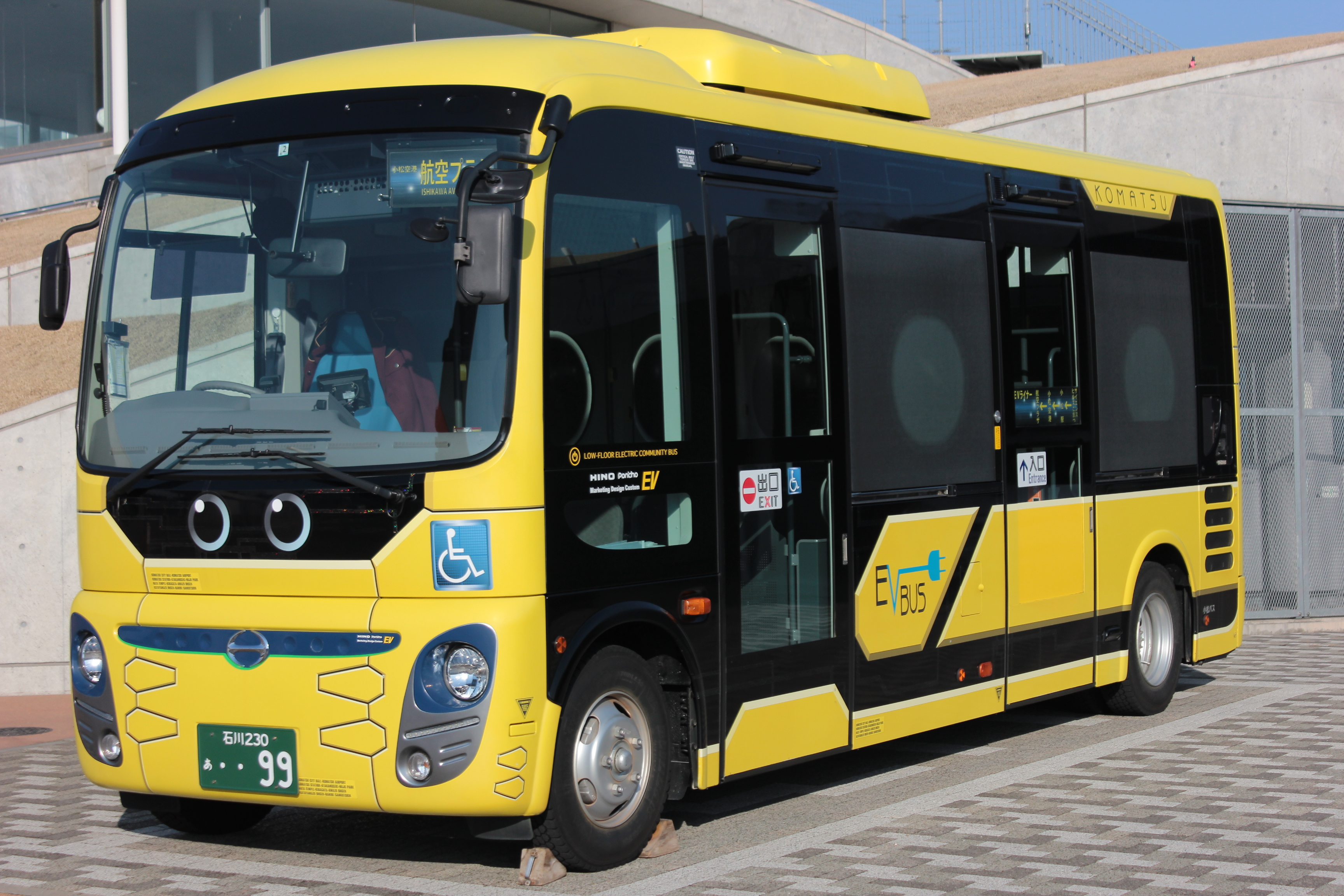
空港線で使用されていた「宇宙バスこまち☆」

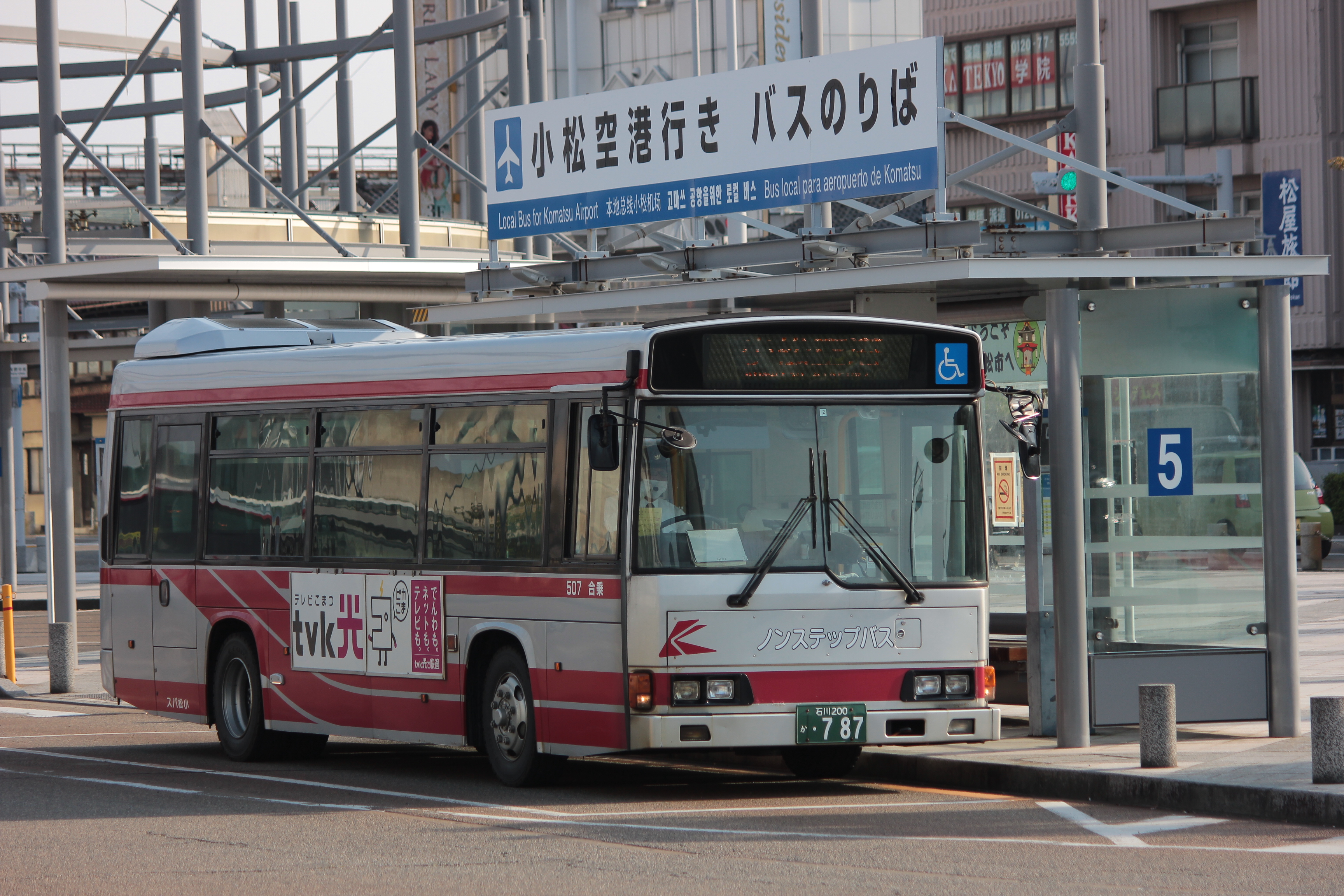
小松駅西口にある旧小松バスの乗り場

- 小松駅 - 西町 - 浜田町 - 桜木町 - 城南町 - 浮柳 - 浮柳西 - 小松空港
  - 2011年（平成23年）12月1日のダイヤ改正により、「ホテルサンルート前」（のちの「ホテルビナリオKOMATSUセントレ前」）バス停を新設し、小松空港発の夕方以降の一部便のみ乗り入れ開始。
  - 2012年（平成24年）12月1日のダイヤ改正により、浮柳 - 小松空港間に「浮柳西」バス停を新設[17]（かつての安宅線の「浮柳西口」バス停の跡地）。
  - 2020年（令和2年）のダイヤ改正により、「ホテルビナリオKOMATSUセントレ前」への乗り入れを終了し、バス停廃止。

かつては毎時3本（20分に1本）の定刻ダイヤによる運行であったが、2015年（平成27年）3月14日の北陸新幹線長野駅 - 金沢駅間開業による小松空港の旅客需要の減少と東京（羽田） - 小松便の機材の小型化、2020年（令和2年）以降のCOVID-19流行の影響などを受けて、ダイヤ改正ごとに年々減便され、2021年（令和2年）10月1日のダイヤ改正により、航空機の発着に合わせた定刻によらない運行となった。小松空港行きがおおむね1時間に1本、小松駅行きが飛行機到着のおよそ15分後に発車するダイヤとなっている。
このほか2024年3月9日からは、小松市から受託して自動運転EVバスを快速便（途中の停留所は全て通過）として運行している。この自動運転バスは飛行機の発着に関係なく定刻ダイヤで運行し、交通系ICカードが使用できる。また、立席乗車はできない。快速便は2013年3月30日から2024年3月8日までは宇宙バスこまち☆として運行していた。

#### 粟津線
- 小松駅 - 小松市民病院/上本折 - 粟津駅前 - 粟津小学校前 - 粟津温泉 - 那谷寺（一部区間が北陸鉄道粟津線廃止代替バス）[注釈 1]
  - 空港連絡線と直通していた年もあった。また、土曜日・休日に限り日用苔の里まで乗り入れていた時期もあったが、2022年（令和4年）のダイヤ改正により廃止されている。

#### 国府線
- 小松駅 - 南加賀福祉保健センター前 - 河田 - 国府台

#### 小杉線
- 小松駅 - 南加賀福祉保健センター前 - 小杉 - 大長野 - 寺井庁舎前 - 寺井史跡公園（能美市）

#### 寺井線
- 小松駅 - 長田 - 寺井史跡公園（能美市）

#### 大杉線
- 小松市民病院 - 小松駅 - 小松工業高校前 - 北吉竹 - 江指 -  せせらぎの郷
  - 2022年12月1日のダイヤ改正において路線の末端部に当たるせせらぎの郷 - 大杉上町間が廃止され[20]、予約制乗合タクシーに転換されている[21][22]。

#### 尾小屋線
- 小松駅 - 小松工業高校前 - 市立高校前 - 西軽海 - やわたメディカルセンター - ほのぼの松東 - 小松特別支援学校前（尾小屋鉄道廃止代替バス）[23]
  - 2022年12月1日のダイヤ改正において路線の末端部に当たる金平 - 尾小屋間が廃止され[20]、予約制乗合タクシーに転換されている[21][22]。

#### ハニベ線
- 小松駅 - 小松工業高校前 - 市立高校前 - 西軽海 - 軽海 - ハニベ前（北陸鉄道小松線廃止代替バス）[24]

#### 麦口線
- 小松駅 - 小松工業高校前/工業高校東口 - 市立高校前 - 西軽海 - 軽海 - 原 - 別宮（白山市）

#### 安宅線
- 小松市民病院 - 小松駅 - 浮柳 - 安宅 - 安宅漁港/長崎

#### 月津線
- 小松駅 - 今江 - 串 - 月津 - 矢田

#### 佐美線
- 小松駅 - 今江 - 串 - 佐美 - 小松基地前
  - 2024年11月15日：佐美 - 小松基地前間を延伸[25]。

### 加賀営業所担当路線
現在の運行路線の詳細は、北陸鉄道公式サイトを参照。
全ての路線が加賀市内のみを走行する。

#### 温泉山中線
- 加賀温泉駅 - 山代温泉東口 - 山中温泉 - こおろぎ橋 - （ゆーゆー館前） - 栢野
- 加賀温泉駅 - 山代温泉東口 - 山中温泉
  - 加賀温泉駅と山中温泉とを結ぶ。一部便は栢野まで運行。途中のゆーゆー館前へは 栢野へ向かう一部の便が経由する。

#### 吉崎線
- 加賀温泉駅 - イオン加賀の里前 - 河崎上神社前 - 大聖寺駅前 - かが交流プラザさくら - 吉崎 - 塩屋
- 加賀温泉駅 - イオン加賀の里前 - 保賀西 - 大聖寺駅前 - かが交流プラザさくら - 吉崎 - 塩屋
- 加賀温泉駅 → イオン加賀の里前 → 河崎上神社前 → 大聖寺駅前 → 大聖寺実業高校前 - 錦城中学校前 → 吉崎 → 塩屋
- 塩屋 → 吉崎 → 錦城中学校前 → 大聖寺実業高校前 → 大聖寺駅前 → 保賀西 → イオン加賀の里前 → 加賀温泉駅
  - 吉崎線は従来、山中温泉 - 大聖寺駅 - 塩屋の系統だったが通しで運行するバスは存在せず、大聖寺駅前（一部の便は加賀市民病院[27]、大聖寺実業高校前）から山中温泉、山代温泉東口、塩屋へ向かう便があった。
  - 2015年3月のダイヤ改正で系統分割を行い、塩屋へ向かう便を大聖寺から加賀温泉駅まで延長。
  - 2018年4月のダイヤ改正で「保賀西」バス停を新設し、河崎上神社前経由と保賀西経由の2系統に分割した。[28]
  - 2023年4月のダイヤ改正で「錦城中学校前」バス停を新設。塩屋7:30発と加賀温泉駅18:00発の2便が経由する。

- 旧吉崎線の運転系統（北陸鉄道山中線廃止代替バス）
  - 山中温泉 - 大聖寺駅前
  - 大聖寺駅前・加賀市民病院・大聖寺実業高校前 - 山中温泉・山代温泉東口・塩屋

#### 山代大聖寺線
- 山中温泉  - 山代温泉東口 - 大聖寺駅前 - 大聖寺実業高校前 / かが交流プラザさくら
  - 北陸鉄道山中線廃止代替バスの流れをくむ路線。
  - 2015年3月のダイヤ改正により、従来の吉崎線のうち、山中温泉発着の系統を分割。
  - 2023年4月のダイヤ改正により、平日1日11便運行から1日8便運行に減便。

#### 温泉片山津線
- 加賀温泉駅 → 冨塚 → 片山津温泉 → 石川病院 → 潮津 → 湖城団地 → 冨塚 → 加賀温泉駅【循環系統】
  - 2010年11月14日より加賀市による実証運行を受託し運行している。いつまで運行されるかは明記されていない[29]。
  - 2015年3月のダイヤ改正で、石川病院まで路線延長。
  - 2018年4月のダイヤ改正で「湯の谷橋」バス停を新設。[28]

#### 温泉大聖寺線
- 加賀温泉駅 - 中央公園口 - 大聖寺駅前 - かが交流プラザさくら
  - 2015年3月のダイヤ改正で新設。
  - 2019年4月のダイヤ改正で1日14便(7往復)から1日10便(5往復)に減便。[30][31]
  - 2023年4月のダイヤ改正で1日10便(5往復)から1日8便(4往復)に減便。

## 過去の路線

### 小松バス (廃止路線)

#### 小松市コミュニティバス

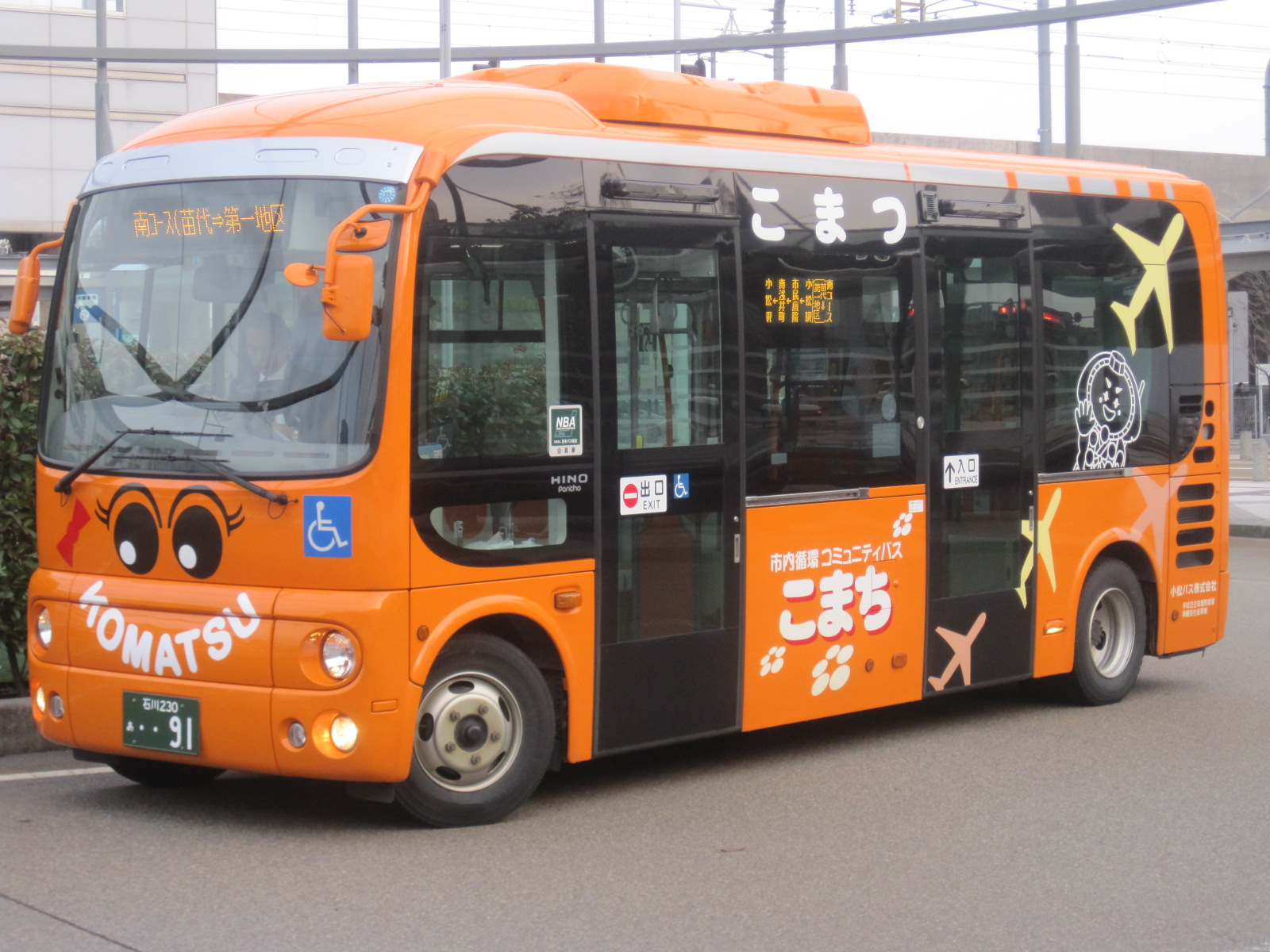
市内循環線「オレンジこまち」

小松市コミュニティバスの運行を受託してきたが、2020年4月1日より日本海観光バスへ路線・車両ともに移管した。
市内循環線「こまち」
2010年10月1日からは、新しく青色とオレンジ色の2色のボディーカラーを採用した日野・ポンチョ2台をコミュニティバス「こまち」として運用開始した。バスにはボディカラーからそれぞれ「ブルーこまち」と「オレンジこまち」という愛称が付けられた。
- 北コース「ブルーこまち」：小松駅 - 園町 - 白江 - ショッピングセンター - 市民センター - 小松高校前 - 市役所前 - 末広運動公園 - 小松駅
- 南コース「オレンジこまち」：小松駅 - 小松郵便局前 - 第一地区コミュニティセンター - 若杉東 - 千松閣（一部） - 新吉竹 - イオンモール新小松 - 大領中央 - 小松市民病院 - 小松駅

木場潟線「スマイルこまち木場潟号」
- 小松駅 - 本江西 - 蓮台寺町 - 道の駅こまつ木場潟 - やわたメディカルセンター - 千松閣 - 三谷町 - 津波倉 - 粟津駅前

#### 粟津B線
- 小松駅 - 大領 - 粟津駅前 - 南部中学校前 - 粟津温泉（北陸鉄道粟津線廃止代替バス）

#### 新道寺井線
- 小松駅 - 平面 - 小長野 - 寺井庁舎前
  - 現在は加賀白山バスが「佐野線」の一部として運行している。

#### 粟津温泉観光周遊BUS
北陸鉄道の城下まち金沢周遊で使用されたボンネットバス（三菱ふそう・ローザの改造車）を、2017年7月21日から粟津温泉の周遊バスで使用していたが、2019年3月の運行で終了した。

### 北鉄加賀バス (廃止路線)

#### 温泉快速かえでぃー号
- 山代・山中系統：加賀温泉駅 - 山代温泉東口 - 山代温泉 - 山代温泉西口 - 山中温泉 - 菊の湯前
- 片山津系統(循環系統)：加賀温泉駅 - 片山津温泉 - 片山津温泉総湯前 - 片山津５区 - 片山津西口 - 加賀温泉駅

観光庁「地域一体となった観光地の再生・観光サービスの高付加価値化事業」の実証実験運行として2022年12月24日から2023年2月26日までの年末年始を除く20日間運行された。専用車両として加賀営業所の23-246号車が充当され、バスには加賀温泉郷観光大使である加賀楓をイメージキャラクターとしたラッピングが施された。

#### 加賀ゆのさと特急（温泉特急線）
- 兼六園下・金沢城 - 広坂・21世紀美術館 - 香林坊 - 武蔵ヶ辻・近江町市場 - 金沢駅西口 - 片山津5区 - 片山津温泉 - 山代温泉東口 - 山代温泉 - 山代温泉西口 - 山中温泉 - 菊の湯前
  - 先着順の座席定員制。「特急」の名前がついているものの、鉄道などにみられる特別急行券の概念がなく、特別急行料金は発生しない。ただし、運賃のほかに座席料として30円が別途必要。金沢市内区間内での乗降利用はできないが、加賀市内区間内での乗降利用は可能である。金沢市内まで乗り入れているものの、ICaは利用することはできない。
  - 2016年4月のダイヤ改正で海側ルート（現行）と山側ルート（金沢駅東口 - 武蔵ヶ辻・近江町市場 - 兼六園下・金沢城 - 香林坊 - 片町 - 辰口温泉口 - 八幡温泉口 - 粟津温泉 - 那谷寺 - 山代温泉東口 - 山中温泉 - 菊の湯前)1往復ずつの運行から、海側ルート2往復に変更された。
  - 2023年4月のダイヤ改正で1日4便運行中3便が金沢駅西口起終点に変更された。
  - 2023年8月1日：運行休止[36]。
  - 2024年8月1日：路線廃止[37]。

## 運賃
2021年6月30日までに発売された旧：小松バス発行の回数券・定期券等については、合併後以降は北鉄加賀バスでのみ利用可能（一部券種は小松エリアでのみ利用可能）となる。また、合併日となる2021年7月1日以降、「北鉄シルバー定期券（満70歳以上の高齢者向けに販売しているフリー定期券）」は小松営業所路線（旧：小松バスの路線）でも利用可能になった。
2024年3月16日から全線でクレジットカードのコンタクトレス決済に対応し、12月11日からはICaにも対応する予定。

## 車両
小松バスから継承した車両は、一般路線車、貸切車ともに三菱ふそうおよび日野自動車の2社体制となっていた。カラーリングは白色をベースに赤色のラインの入った名鉄カラーに近いデザインだったが、2001年から銀色をベースに赤色のラインを用いたデザインを採用していた。また、新しいデザインからはアルファベットの「K」を形取ったロゴマークを使用していた。自社発注車両も多いが、名鉄グループ（北陸鉄道、名鉄バス、岐阜乗合自動車など）からの移籍車もある。
一方、加賀温泉バスから継承した車両については、三菱ふそうトラック・バス、日野自動車、旧日産ディーゼルの3社体制となっていた。
車両数の変遷は以下のとおりとなっているが、保有台数は北陸鉄道のバスグループの中では最小となっている。
2015年時点
- 旧小松バス：20台[11]
- 旧加賀温泉バス：11台[35]

2021年7月時点
- 全車両数：52台（小松営業所34台・加賀営業所18台）
  - 旧日産ディーゼル製 - 加賀営業所：4台（路線車のみ）
  - 日野自動車製 - 小松営業所：25台（路線車17台・貸切車8台）、加賀営業所：12台（路線車6台・高速車1台・貸切車5台）
  - 三菱ふそうトラック・バス製 - 小松営業所：9台（路線車1台・貸切車8台）、加賀営業所：2台（路線車1台・高速車1台）

なお、今後の車両デザインについて、小松バスカラーに塗られた観光貸切車両（旧北陸交通を含む）に対しては、2021年中に北陸鉄道観光貸切カラーへ塗り替えの上、統一される予定である。

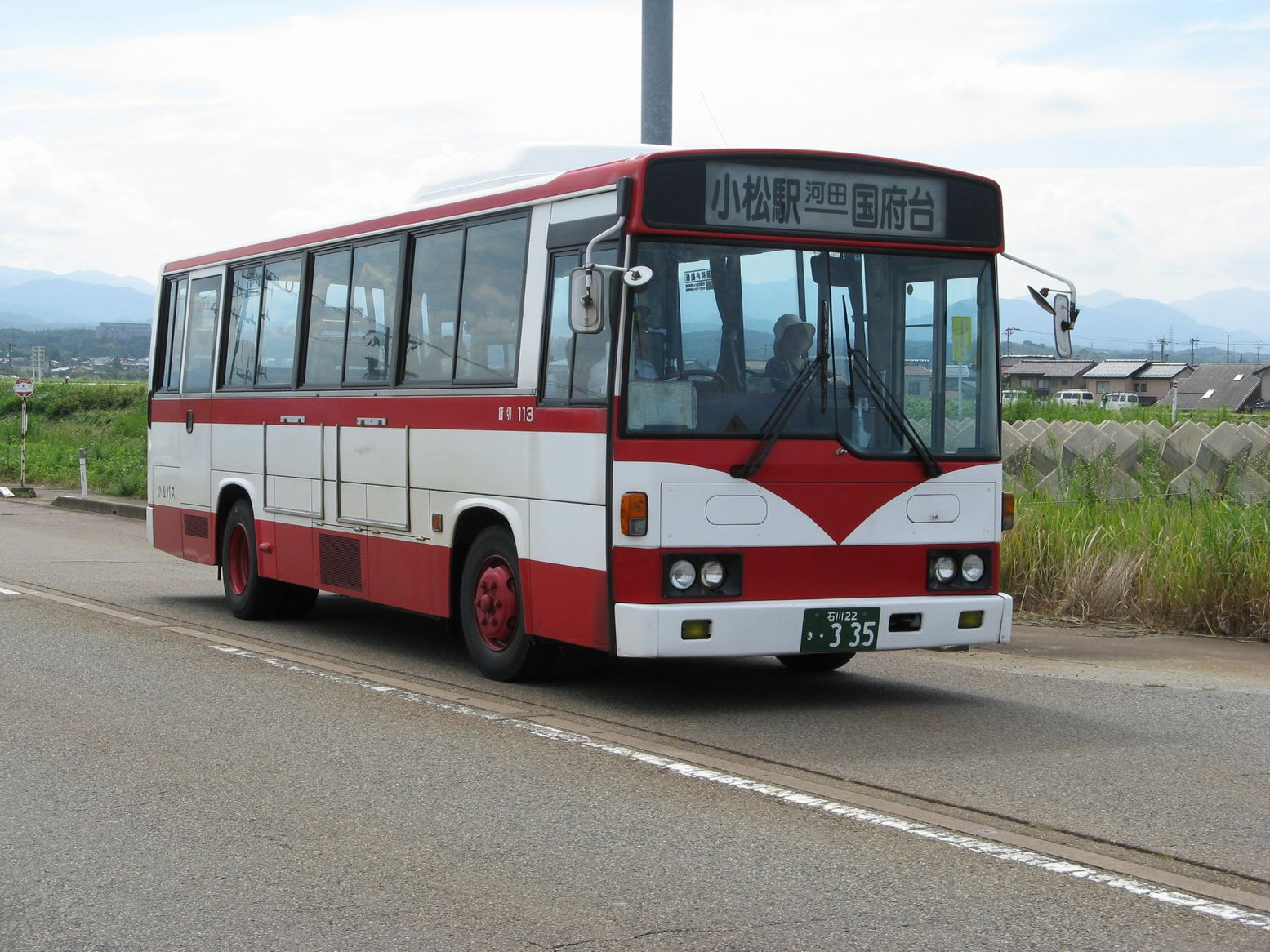
国府線 一ツ針口バス停にて
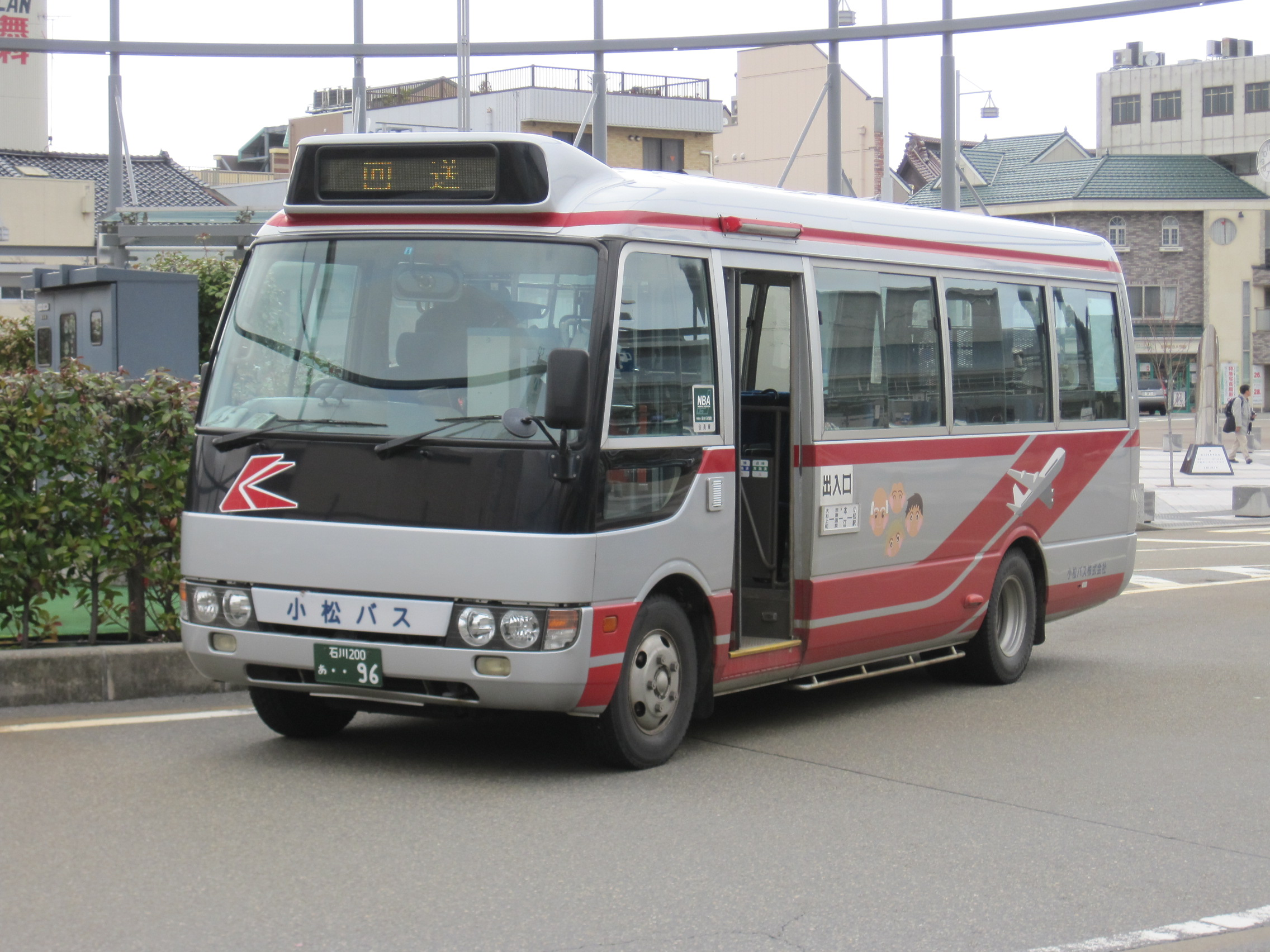
小松バス時代の塗色（主に狭隘路線で使用）
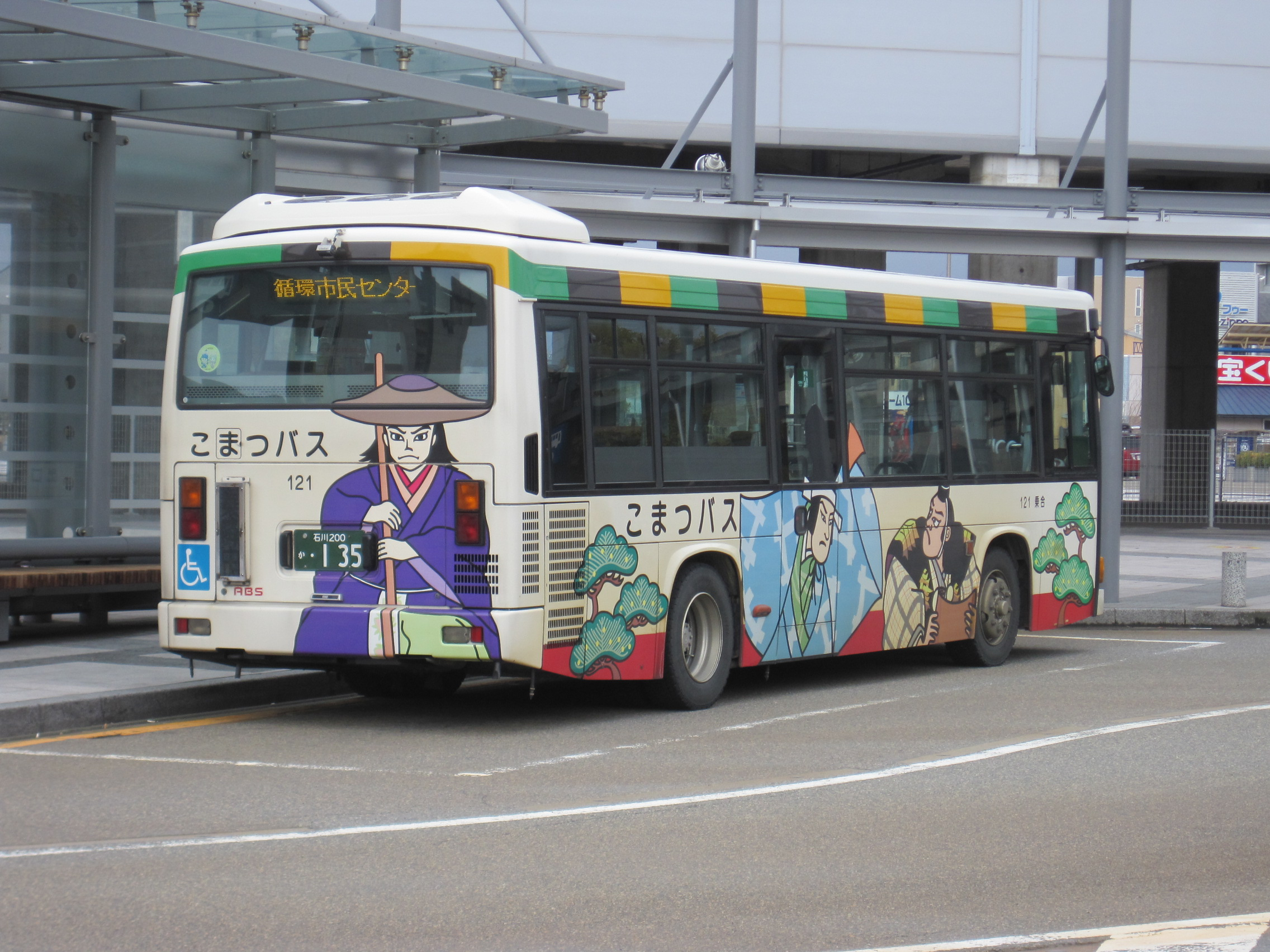
勧進帳が描かれたノンステップバス